# Promozione Marche 1977-1978
Nella stagione 1977-1978 la Promozione era il quinto livello del calcio italiano (il massimo livello regionale). Qui vi sono le statistiche relative al campionato in Marche.
Il campionato è strutturato in vari gironi all'italiana su base regionale, gestiti dai Comitati Regionali di competenza. Promozioni alla categoria superiore e retrocessioni in quella inferiore non erano sempre omogenee; erano quantificate all'inizio del campionato dal Comitato Regionale secondo le direttive stabilite dalla Lega Nazionale Dilettanti, ma flessibili, in relazione al numero delle società retrocesse dal Campionato Interregionale e perciò, a seconda delle varie situazioni regionali, la fine del campionato poteva avere degli spareggi sia di promozione che di retrocessione.

## Squadre partecipanti
| Squadra                    | Città                                  | Stagione precedente |
| -------------------------- | -------------------------------------- | ------------------- |
| U.S. Cameranese            | Camerino (MC)                          |                     |
| S.S. Durantina             | Urbania (PS)                           |                     |
| Fabriano Calcio Spa        | Fabriano (AN)                          |                     |
| A.S. Falconarese           | Falconara Marittima (AN)               |                     |
| Pol. Gradara               | Gradara (PS)                           |                     |
| A.S. Jesi Soc.Coop. S.r.l. | Jesi (AN)                              |                     |
| S.S. Matelica              | Matelica (MC)                          |                     |
| U.S. Metaurense            | Calcinelli di Saltara (PS)             |                     |
| U.S. Montemarciano         | Montemarciano (AN)                     |                     |
| U.S. Pergolese             | Pergola (PS)                           |                     |
| S.S. Real Montecchio       | Montecchio di S.Angelo in Lizzola (PS) |                     |
| S.S. Robur                 | Grottammare (AP)                       |                     |
| U.S. Sangiorgese           | Porto San Giorgio (AP)                 |                     |
| A.C. Sangiustese           | Monte San Giusto (MC)                  |                     |
| S.S. Settempeda            | San Severino Marche (MC)               |                     |
| U.S. Tolentino             | Tolentino (MC)                         |                     |

## Classifica finale
|  | Pos. | Squadra           | Pt | G  | V  | N  | P  | GF | GS | DR  |
|  | ---- | ----------------- | -- | -- | -- | -- | -- | -- | -- | --- |
|  | 1.   | Falconarese       | 47 | 30 | 20 | 7  | 3  | 40 | 11 | +29 |
|  | 2.   | Sangiustese       | 39 | 30 | 16 | 7  | 7  | 36 | 18 | +18 |
|  | 3.   | Jesi              | 36 | 30 | 12 | 12 | 6  | 36 | 30 | +6  |
|  | 4.   | Montemarciano     | 34 | 30 | 11 | 12 | 7  | 37 | 28 | +9  |
|  | 5.   | Gradara           | 34 | 30 | 11 | 12 | 7  | 34 | 26 | +8  |
|  | 6.   | Robur Grottammare | 33 | 30 | 12 | 9  | 9  | 36 | 28 | +8  |
|  | 7.   | Tolentino         | 31 | 30 | 10 | 11 | 9  | 25 | 25 | 0   |
|  | 8.   | Real Montecchio   | 29 | 30 | 9  | 11 | 10 | 24 | 30 | -6  |
|  | 9.   | Fabriano Calcio   | 27 | 30 | 7  | 13 | 10 | 30 | 28 | +2  |
|  | 10.  | Sangiorgese       | 27 | 30 | 6  | 15 | 9  | 26 | 30 | -4  |
|  | 11.  | Durantina         | 27 | 30 | 11 | 5  | 14 | 35 | 42 | -7  |
|  | 12.  | Cameranese        | 27 | 30 | 8  | 11 | 11 | 31 | 39 | -8  |
|  | 13.  | Pergolese         | 27 | 30 | 8  | 11 | 11 | 23 | 32 | -9  |
|  | 14.  | Settempeda        | 26 | 30 | 8  | 10 | 12 | 28 | 36 | -8  |
|  | 15.  | Metaurense        | 20 | 30 | 6  | 8  | 16 | 23 | 40 | -17 |
|  | 16.  | Matelica          | 16 | 30 | 2  | 12 | 16 | 14 | 35 | -21 |

Legenda:
      Promosso in Serie D 1978-1979.
      Retrocesso in Prima Categoria.
Regolamento:
Due punti a vittoria, uno a pareggio, zero a sconfitta.